# Prințesa Louise a Franței
Marie Louise a Franței, fille de France (28 iulie 1728 – 19 februarie 1733) a fost prințesă franceză prin naștere. Născută la Versailles ca al treilea copil al regelui Ludovic al XV-lea al Franței și a reginei Maria Leszczyńska, i s-a spus Madame Troisième până la botez care a avut loc cu câteva zile înainte de deces.

## Biografie
Nașterea ei nu a fost primită cu mult entuziasm, tatăl ei sperând să i se nască un fiu, un moștenitor pentru tronul Franței. După nașterea ei, festivitățile anticipate pentru nașterea așteptată a Delfinului au fost anulate iar Madame Troisième a avut parte numai de o slujbă în capela de la Versailles, în onoarea ei.
A crescut la Versailles alături de surorile gemene mai mari, Madame Première și Madame Seconde. Anul următor, 1729, celor trei fete li s-a alăturat un Delfin, Ludovic.
În iarna anului 1733, Madame Troisième a răcit; copilul a fost dat în grija doctorului gascon Monsieur Bouillac, un aventurier și ignorant. Febra a crescut iar doctorul a ordonat să i se ia de patru ori sânge micii prințese. Agravarea stării prințesei a făcut să fie botezată în grabă la mijlocul lunii februarie. A primit prenumele părinților ei, Louise-Marie. A murit la 19 februarie 1733 la vârsta de 4 ani.